# ミズ (ドラッグストア)
株式会社ミズ (MIZ) は、九州地区を中心にドラッグストア、調剤薬局を運営する小売企業。
主力事業として調剤薬局「溝上薬局」の他に、化粧品専門店「MIZ」や漢方薬専門店「漢方みず堂」がある。なお、化粧品専門店は「東京小町」の屋号で関東地方にも展開している。

## 概要
1910年に佐賀県杵島郡有明町にて溝上金一が創業した溝上薬局(初代)を前身とする。溝上は当時、栄養の乏しかった人々のためにハチミツや朝鮮人参を原料とした練り薬「人参強壮圓」を開発し、九州はもとより西日本一帯にまで販路を広げ成功を収めた人物であった。1949年、長男・勝一が次男・久男、三男・徹と共に溝上薬品株式会社に改組し、医薬品卸業を開始。同社はのちに1978年、神代薬品との合併によりシンコー薬品株式会社への改名を経て、1994年にコーヤク株式会社および大石薬品株式会社の2社と合併し、キョーエイ薬品株式会社（現・株式会社アステム）となっている。
現法人の母体となったのは、1964年に合併前の溝上薬品から分離独立した溝上薬局(2代目)であり、1992年に株式会社に改組すると同時に現在の社名となった。社名は生命の源である「水」、英語で女性の敬称である「Ms.（ミズ）」、現本社所在地の「水ヶ江」、創業者の苗字「溝上（MIZOKAMI）」の頭文字3つを重ねて考案された。
2003年に同社の漢方部門として「漢方みず堂」の展開を開始。2011年には自社運営による保育園「おへそ保育園」を開園。2014年には高齢者向け複合施設「そいよかね」および介護福祉事業「ミズケア」の開始を通して介護分野へも進出した。これ以外にも、ローソンとの業務提携による調剤薬局併設型コンビニ「LAWSON+MIZ」（ローソンミズ）の運営や、宅配便ロッカーを展開するPackcity Japanと提携し同社のロッカーを利用した処方箋医薬品の受渡しサービスを開始するなど幅広い事業を行っている。
また、2020年10月より、プロバスケットボールチームの佐賀バルーナーズの公式パートナーとなっており、同年には厚生労働省より女性活躍推進に関する取り組みを行っている企業としてえるぼし認定を受けている。
かつてはファッションおよび生活雑貨ブランドの運営企業サザビーリーグと合弁会社YELLOW ALLYを2018年に設立し、ヘルスケアを軸にした薬局を共同で展開していく予定だったが、結局本格的な事業開始の目途が立たず、2019年に双方合意のもと同社を解散している。

## 沿革
※会社サイト他より引用。
- 1910年（明治43年）- 溝上金一が佐賀県杵島郡有明町高町に溝上薬局(初代)を開業。
- 1935年（昭和10年）- 佐賀県杵島郡白石町に支店開設。
- 1949年（昭和24年）- 溝上勝一が次男・久男、三男・徹と共に溝上薬品株式会社に改組。
- 1964年（昭和39年）- 溝上薬品から薬局事業が独立、溝上薬局(2代目)が開局。
- 1987年（昭和62年）8月 - 有限会社健勝堂薬局を設立。
- 1988年（昭和63年）4月 - 溝上薬局本社ビル落成、店舗屋号を現在の「MIZ」に改称。
- 1992年（平成4年）
  - 7月 - 「溝上薬局 小郡店」開局により福岡県へ進出。
  - 8月 - 株式会社ミズに改組。

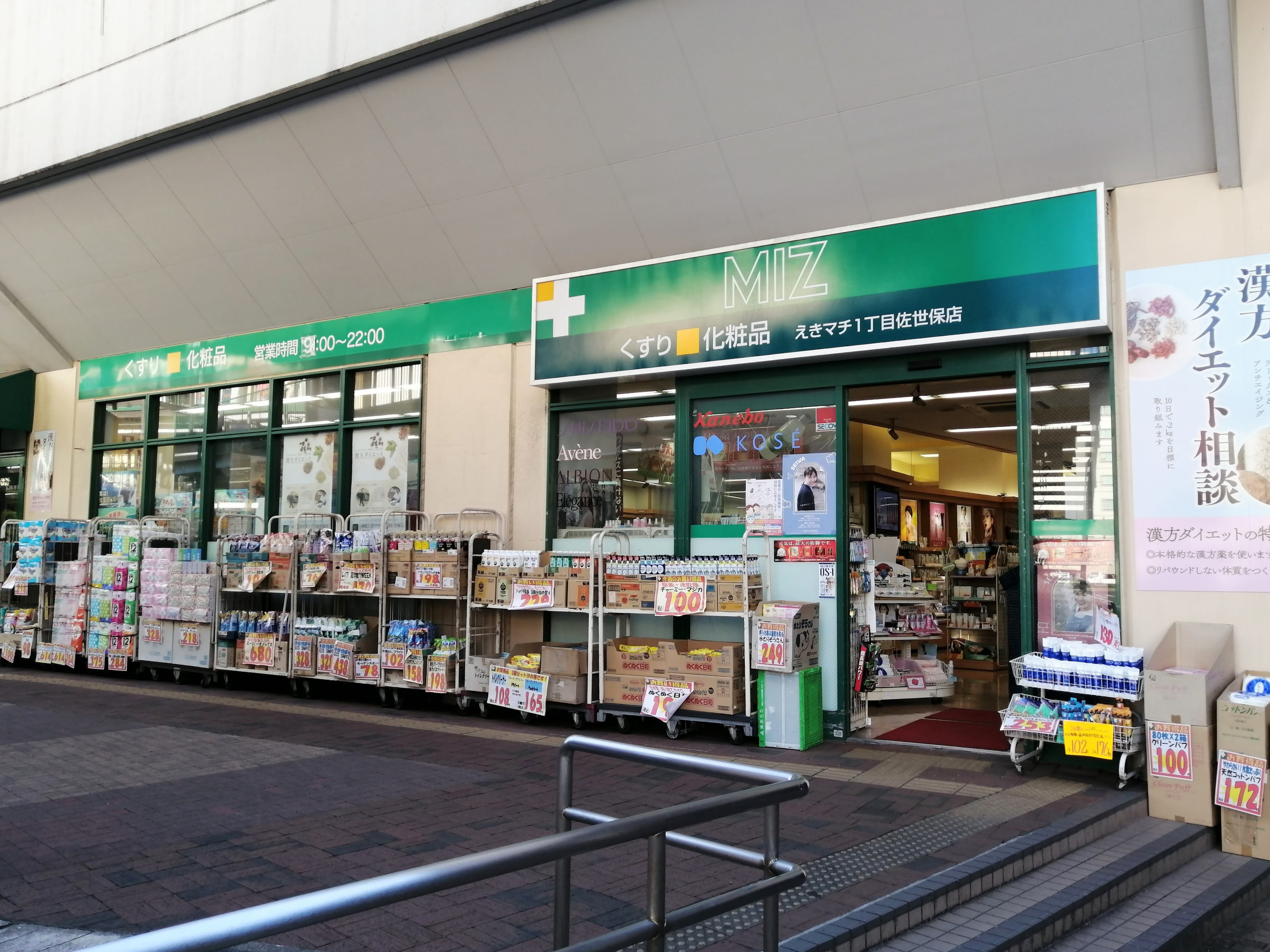
MIZ えきマチ1丁目佐世保店
- 2002年（平成14年）11月 - 「MIZフレスタ佐世保店」の開店により長崎県に進出（同店は「MIZえきマチ1丁目佐世保店」へ店舗名を変更後、2023年(令和5年)2月28日をもって閉店、跡地は同年5月26日にマツモトキヨシが出店した）。
- 2003年（平成15年）- 漢方専門薬局「漢方みず堂」が誕生。赤坂店、空港通り店、大和漢方水堂薬局の3店舗を開局。
- 2010年（平成22年）
  - 2月 - 当社の完全子会社である株式会社漢方みず堂を設立。
  - 11月 - 「溝上薬局 ひがしやかた店」の開局により熊本県に進出。
- 2011年（平成23年）
  - 4月 - 「おへそ保育園」を開園。
  - 8月 - 株式会社フォーウエストを合併。
- 2012年（平成24年）
  - 4月 - 化粧品専門店「東京小町」をイオンモール船橋(千葉県)内に開店、初めて関東地区に進出。
  - 10月 - 「東京小町イオンモール浦和美園店」の開店により埼玉県に進出。
- 2013年（平成25年）
  - 1月 - 「漢方みず堂」初のフランチャイズ店となる「ヴァインドラッグ末吉薬局」を開局し、沖縄県に進出。
  - 12月9日 - ローソンと業務提携を締結、調剤薬局とコンビニエンスストアの複合店舗の展開を開始[10]。
- 2014年（平成26年）
  - 6月 - 高齢者向け複合施設「そいよかね木原」を開設。同施設内に「ローソンミズ」1号店の木原店を開店。同月、介護福祉事業「ミズケア」を立ち上げる。
  - 7月 - ローソンと佐賀市との3者で「健康づくり推進に向けた事業連携に関する協定」を締結[16]。同月、「漢方みず堂杏林堂薬局ピーワンプラザ天王店」(フランチャイズ)を開局し、静岡県に進出。
- 2016年7月（平成28年） - 「そいよかね白石」を開設 。
- 2017年（平成29年）4月 - おへそ保育園の運営を社会福祉法人「みずものがたり」へ移行。同月、幼保連携型認定こども園「おへそこども園」および、放課後学童クラブ「おへそ学童場」を開園。
- 2018年（平成30年）11月21日 - サザビーリーグと合弁契約を締結し、株式会社YELLOW ALLYを共同設立[14]。翌2019年に同社を解散。
- 2020年（令和2年）
  - 1月 - 「そいよかね水ヶ江」を開設。
  - 5月 - 「漢方みず堂サエラ薬局本町店」(フランチャイズ)を開局し、大阪府に進出。
- 2022年（令和4年）
  - 10月 - 「東京小町」4店舗をアイスタイルリテール（アイスタイルの子会社）へ譲渡[17]。

## 店舗

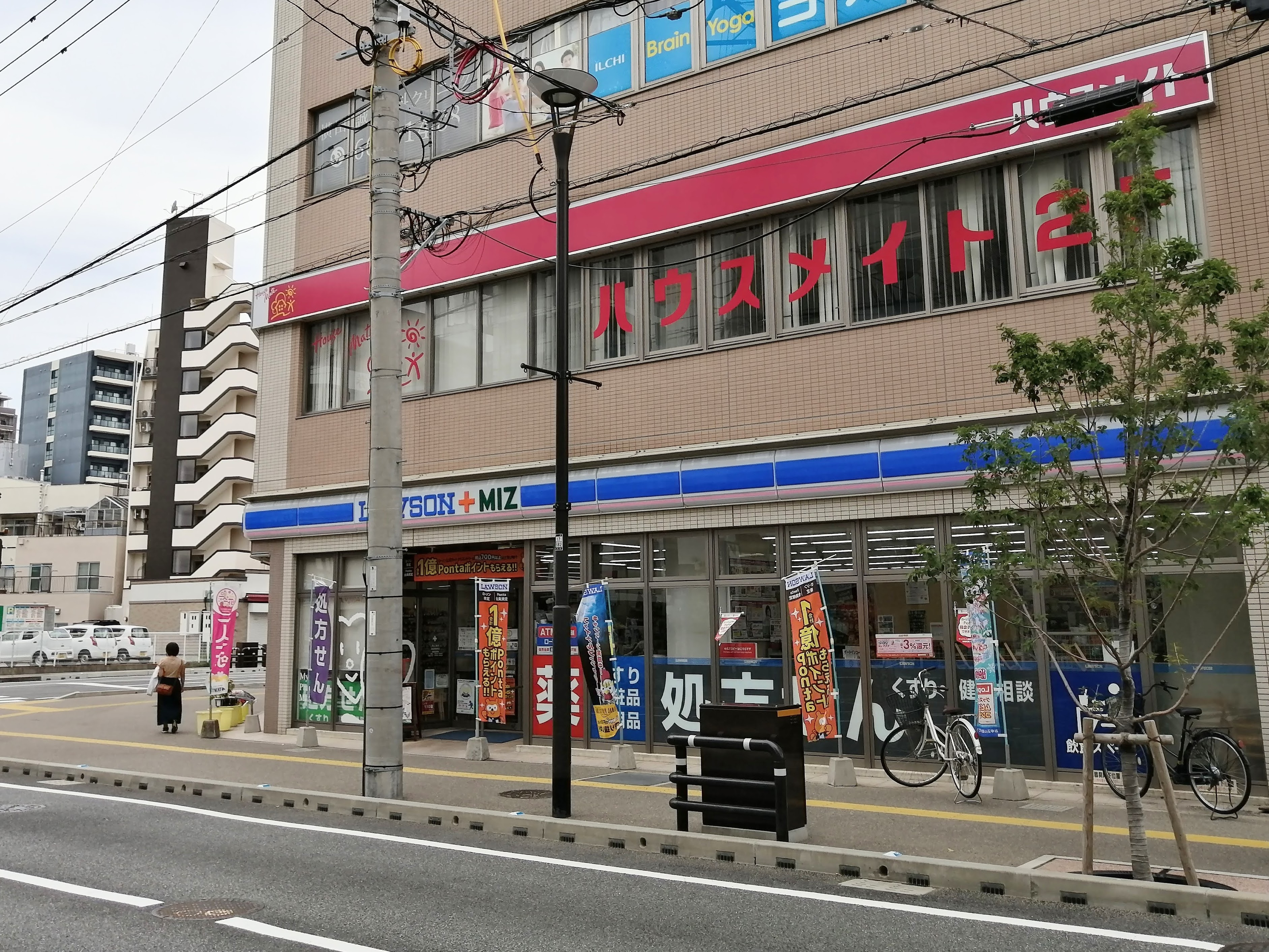
LAWSON+MIZ 西鉄香椎駅前店

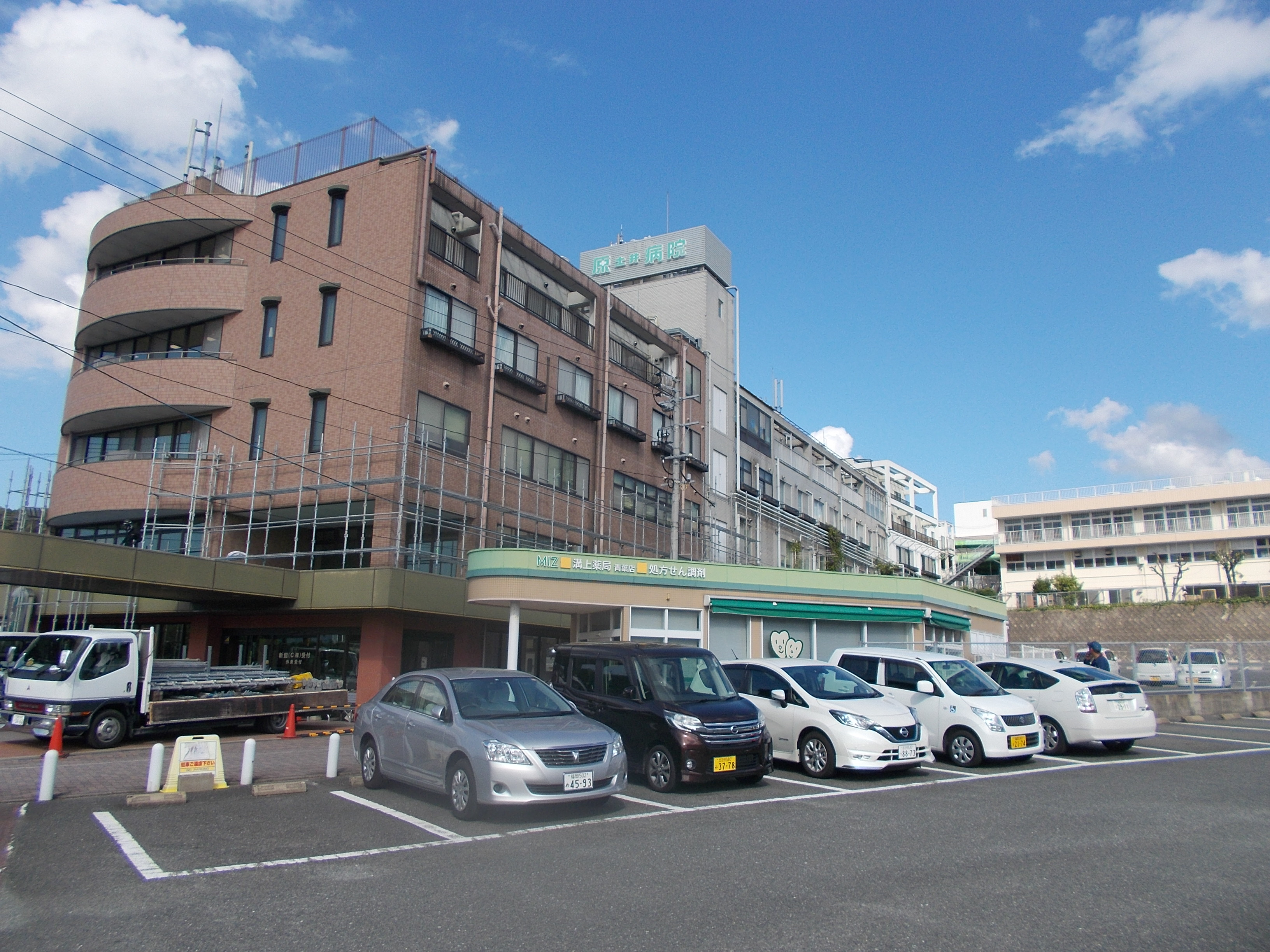
溝上薬局 青葉店

2023年3月時点で、77店舗を展開する。全体の約7割にあたる56店舗が調剤専門薬局で、調剤併設型やコンビニエンスストア併設業態を含めたドラッグストアは5店舗と少数である。
九州地区
- 佐賀県 - 40店舗
  - 佐賀エリア（佐賀市内） - 23店舗（「溝上薬局（調剤専門）」17店舗、「溝上薬局（調剤併設型ドラッグストア）」2店舗、「MIZ」3店舗、「ローソンミズ（コンビニエンスストア併設型ドラッグストア）」1店舗）
  - 佐賀西エリア - 10店舗（全店舗「溝上薬局（調剤専門）」）
  - 佐賀東エリア - 7店舗（全店舗「溝上薬局（調剤専門）」）
- 福岡県 - 24店舗（「溝上薬局（調剤専門）」18店舗、「漢方みず堂」4店舗、「ローソンミズ」2店舗）

「漢方みず堂」は3店舗が調剤併設型店舗、1店舗は同業他社が運営する調剤薬局内に出店する漢方専門のFC店
- 長崎県 - 2店舗（「溝上薬局（調剤専門）」のみ）
- 熊本県 - 3店舗（「溝上薬局（調剤専門）」2店舗、「漢方みず堂」1店舗）

関東地区
関東地区の店舗は調剤併設型の漢方専門店「漢方みず堂薬局」のみ。
- 東京都 - 1店舗
- 埼玉県 - 2店舗

その他の地区
その他の地区の店舗は同業他社が運営する調剤薬局内に出店する漢方専門店「漢方みず堂」のみ。
- 静岡県 - 1店舗
- 大阪府 - 1店舗
- 沖縄県 - 3店舗